# Баковићи (Фојница)
Баковићи је насељено место у Босни и Херцеговини у општини Фојница. Административно припада Федерацији Босне и Херцеговине, односно њеном Средњобосанском кантону. Према попису становништва из 2013. у насељу је било 810 становника, а већинску популацију у насељу чинили су Хрвати.

## Становништво
По последњем службеном попису становништва из 2013. године у насељу Баковићи живело је 810 становника, а село је било етнички хомогено са већинском хрватском популацијом.
| Националност | 2013. | 1991.        | 1981.        | 1971.        |
| Бошњаци      | —     | 10 (1,01%)   | 162 (18,20%) | 8 (1,83%)    |
| Хрвати       | —     | 427 (43,17%) | 565 (63,48%) | 392 (90,11%) |
| Срби         | —     | 2 (0,20%)    | 139 (15,62%) | 26 (5,97%)   |
| Југословени  | —     | 10 (1,01%)   | 23 (2,58%)   | 0            |
| Црногорци    | —     | 0            | 1 (0,11%)    | 1 (0,23%)    |
| Словенци     | —     | 0            | 0            | 8 (1,83%)    |
| остали       | —     | 540 (54,60%) | 0            | 0            |
| Укупно       | 810   | 989          | 890          | 435          |